# Liste der Monuments historiques in Acigné
Die Liste der Monuments historiques in Acigné führt die Monuments historiques in der französischen Stadt Acigné auf.

## Liste der Bauwerke
| Bezeichnung         | Beschreibung                           | Standort | Kennzeichnung | Schutzstatus | Datum | Bild           |
| ------------------- | -------------------------------------- | -------- | ------------- | ------------ | ----- | -------------- |
| Château des Onglées | Schloss, erbaut ab dem 16. Jahrhundert | (Lage)   | PA35000041    | Inscrit      | 2012  | weitere Bilder |

## Liste der Objekte
- Monuments historiques (Objekte) in Acigné in der Base Palissy des französischen Kultusministeriums